# Фукс, Анке
Анке Фукс (нем. Anke Fuchs; 5 июля 1937 года, Гамбург, Гитлеровская Германия — 14 октября 2019 года, Вильгельмсхафен, Нижняя Саксония, Германия) — государственный деятель ФРГ, депутат (1980—2002) и вице-президент Бундестага (1998—2002), министр по делам молодёжи, семьи и здоровья ФРГ (1982).

## Биография
Анке Фукс (Неверманн) родилась в семье мэра Гамбурга Пола Неверманна и его жены Греты. Родители Анке встречались дома с такими политиками, как Герберт Венер, Курт Шумахер, Вильгельм Пик и Отто Гротеволь. Большая часть её семьи были членами социал-демократической партии Германии. Анке Фукс, учась в школе, присоединилась к молодёжной организации партии («Фальконам») и участвовала в демонстрациях против атомного оружия. В 1956 году она стала членом социал-демократической партии. В 1956—1964 годах изучала право в высшем учебном заведении. Затем работала консультантом по трудовому праву и социальной политике в Объединение немецких профсоюзов в Нордмарк. С 1971 по 1978 год была членом исполнительного совета профсоюза металлургов (IG Metall).
В 1977 году федеральный министр труда и социальных вопросов Германии назначил Анке Фукс государственным секретарём. В 1979 году стала членом совета социально-демократической партии. В 1980 году она была избрана в Бундестаг от федеральной земли Северный Рейн-Вестфалия.
28 апреля 1982 года федеральный канцлер Германии Гельмут Шмидт назначил Анке Фукс федеральным министром по делам молодёжи, семьи и здоровья. На выборах 1982 года социал-демократическая партия проиграла и она была вынуждена покинуть пост 1 октября 1982 года. Затем ей предложили должность руководителя федеральной земли Нижняя Саксония, но она отказалась в пользу Герхарда Шрёдера. В 1990 году она была кандидатом в Саксонии, но проиграла на выборах Курту Биденкопфу.
Анке Фукс оставалась в Бундестаге до 2002 года. С 1993 по 1998 год она была вице-президентом фракции социал-демократической партии, а с 1998 по 2002 год была вице-президентом Бундестага.
В течение многих лет она была президентом Deutscher Mieterbund (Немецкая ассоциация арендаторов). С 2003 по 2010 год была президентом фонда Фридриха Эберта.
Скончалась 14 октября 2019 года в Гамбурге на 82 году жизни.

## Примечание
1. ↑  Stammdaten aller Abgeordneten des Deutschen Bundestages
2. ↑  Anke Fuchs // FemBio-Datenbank (нем.)
3. ↑  Deutsche Nationalbibliothek Record #13566179X // Gemeinsame Normdatei (нем.) — 2012—2016.
4. ↑  Frühere Gesundheitsministerin: SPD-Politikerin Anke Fuchs gestorben (нем.) // Die Welt / Hrsg.: S. Aust — WeltN24, Axel Springer SE, 2019. — ISSN 0173-8437
5. ↑  Anke Fuchs // Brockhaus Enzyklopädie (нем.)
6. 1 2  Чешская национальная авторитетная база данных
7. 1 2 3  Wir trauern um Anke Fuchs (нем.). www.fes.de. Дата обращения: 13 февраля 2020. Архивировано из оригинала 14 октября 2019 года.
8. ↑  Hinck, Gunnar (16 октября 2019). Nachruf auf Anke Fuchs: Kanalarbeiterin und Feministin. Die Tageszeitung: taz. Дата обращения: 13 февраля 2020.
9. ↑  Anke Fuchs - Munzinger Biographie. www.munzinger.de. Дата обращения: 13 февраля 2020. Архивировано 18 октября 2019 года.
10. 1 2  WELT (15 октября 2019). Frühere Gesundheitsministerin: SPD-Politikerin Anke Fuchs gestorben. DIE WELT. Дата обращения: 13 февраля 2020.
11. ↑  DER SPIEGEL. SPD-Politikerin Anke Fuchs gestorben - DER SPIEGEL - Politik (нем.). www.spiegel.de. Дата обращения: 13 февраля 2020. Архивировано 2 января 2020 года.